# Измайлова, Катерина
Катерина Измайлова (тадж. Катерина Измайлова, 10 июня 1977, Душанбе, Таджикская ССР, СССР) — таджикистанская пловчиха. Участница летних Олимпийских игр 2000, 2008 и 2012 годов.

## Биография
Катерина Измайлова родилась 10 июня 1977 года в Душанбе.
Занималась плаванием в душанбинской СДЮСШОР №4.
В 2000 году вошла в состав сборной Таджикистана на летних Олимпийских играх в Сиднее. В плавании на 100 метров вольным стилем заняла последнее, 8-е место в своём предварительном заплыве с результатом 1 минута 19,12 секунды. Результат Измайловой оказался 54-м, худшим среди всех участниц.
В 2008 году вошла в состав сборной Таджикистана на летних Олимпийских играх в Пекине. В плавании на 50 метров вольным стилем заняла последнее, 8-е место в своём предварительном заплыве с результатом 32,09 секунды. Измайлова стала 80-й среди 90 участниц.
В 2012 году вошла в состав сборной Таджикистана на летних Олимпийских играх в Лондоне. В плавании на 50 метров вольным стилем заняла 5-е место в своём предварительном заплыве с результатом 31,27 секунды. Измайлова стала 60-й среди 73 участниц.
После окончания карьеры работает тренером. Среди её воспитанниц — Анастасия Тюрина, в 2016 году представлявшая Таджикистан на летних Олимпийских играх в Рио-де-Жанейро.